# Walter Scheel
Pour les articles homonymes, voir Scheel.
Walter Scheel (né le 8 juillet 1919 à Höhscheid et mort le 24 août 2016 à Bad Krozingen) est un homme d'État allemand, membre du Parti libéral-démocrate (FDP), dont il est président d'honneur.
Représentant de l'aile gauche du FDP, il devient en 1961 ministre fédéral de la Coopération économique, puis prend la direction du parti sept ans plus tard. Il organise alors le rapprochement avec les sociaux-démocrates de Willy Brandt, au point de constituer en 1969 une coalition sociale-libérale dans laquelle il est vice-chancelier et ministre fédéral des Affaires étrangères. À ce poste, il soutient la politique de détente et le rapprochement avec l'Allemagne de l'Est promue par le chancelier, et qui leur vaut de nombreux désistements dans leur camp. 
En 1974, fort du soutien de l'alliance de centre gauche, il est élu président fédéral mais n'effectue qu'un seul mandat de cinq ans. Ne disposant pas, en effet, de la majorité pour être réélu en 1979, il décide de se retirer de la vie politique.

## Biographie

### Formation et carrière
Après avoir obtenu son Abitur en 1938, il suit une formation dans secteur bancaire à Solingen. En 1939, il est mobilisé et rejoint la Luftwaffe, où il atteint le grade de lieutenant. À la fin de la Seconde Guerre mondiale, il sert en tant qu'opérateur radio dans un chasseur Messerschmitt Bf 110. Devenu gérant dans l'industrie, il s'installe en 1953 comme conseiller économique indépendant à Düsseldorf. Il prend cinq ans plus tard la tête de l'institut d'études de marché Intermarket, et fonde dans le même temps la firme InterFinanz avec Gerhard Kienbaum et Carl Zimmerer.

### Carrière politique

#### Député régional puis fédéral
Il adhère au Parti libéral-démocrate (FDP) en 1946 et est élu en 1948 à l'assemblée du quartier de Höhscheid, à Solingen. En 1950, il devient membre du Landtag de Rhénanie-du-Nord-Westphalie, puis du Bundestag en 1953. Il démissionne de son mandat régional l'année suivante et fait, en 1956, son entrée au comité directeur du FDP au niveau fédéral.
Cette même année, il fait partie, avec notamment Erich Mende, du groupe des Jungtürken, qui organise la dissolution de la coalition avec les chrétiens-démocrates en Rhénanie-du-Nord-Westphalie au profit d'une alliance avec les sociaux-démocrates. Cette décision conduit alors une partie de l'aile droite du FDP, emmenée par les ministres fédéraux et le président du groupe parlementaire, à faire scission pour fonder le Parti populaire libéral (FVP), qui ne connaîtra qu'une existence éphémère.

#### Ministre d'Adenauer et président du FDP
À la suite des élections fédérales de 1961, Walter Scheel est nommé ministre fédéral de la Coopération économique dans le quatrième gouvernement de Konrad Adenauer. Il en démissionne le 19 novembre 1962, avec l'ensemble des ministres libéraux, en réaction à l'affaire du Spiegel, mais retrouve son poste dès le 13 décembre dans un cabinet remanié dont est exclu le très controversé Franz Josef Strauß. Maintenu par Ludwig Erhard, qui devient chancelier fédéral en 1963, il se retire à nouveau de l'exécutif le 28 octobre 1966, avec les autres membres du FDP, du fait d'un désaccord sur le budget fédéral. Ce choix conduit à la chute d'Erhard et la formation d'une grande coalition dirigée par Kurt Georg Kiesinger.
Il est désigné vice-président du Bundestag le 8 septembre 1967, à la suite du décès de Thomas Dehler, puis l'année suivante comme successeur d'Erich Mende à la présidence fédérale du Parti libéral, et conduit donc la campagne des élections de 1969.

#### La coalition sociale-libérale
Tenant du social-libéralisme et représentant de l'aile gauche du FDP, Walter Scheel est l'un des principaux artisans de la formation, le 22 octobre 1969, d'une coalition sociale-libérale avec le SPD de Willy Brandt, dans laquelle il devient vice-chancelier et ministre fédéral des Affaires étrangères. Il est alors le premier libéral-démocrate à diriger la diplomatie ouest-allemande. L'année suivante, il se rend en visite officielle en Israël, la première d'un ministre allemand depuis la reconnaissance diplomatique de 1965. Aux côtés de Brandt, il est considéré comme le « père de la Détente » et de la nouvelle politique allemande, fondée sur le dialogue et la reconnaissance de l'Allemagne de l'Est, et non l'opposition prônée depuis vingt ans par la CDU/CSU. Ces orientations conduisent à de nombreuses défections au sein des deux partis de la coalition, tant et si bien que le gouvernement manque de se faire renverser en 1972 par la motion de censure constructive présentée par Rainer Barzel. Le chancelier convoque alors des élections anticipées le 19 novembre, au cours desquelles l'alliance remporte 54,2 % des voix, en hausse de plus de cinq points.
À la suite de la démission de Willy Brandt, en conséquence de l'affaire Guillaume, le 7 mai 1974, le président fédéral Gustav Heinemann lui demande d'exercer l'intérim à la tête du gouvernement jusqu'à l'investiture d'un nouveau chancelier. Celle-ci intervient neuf jours plus tard avec l'élection du ministre fédéral des Finances, Helmut Schmidt. Il est ainsi le seul libéral à avoir occupé, même par intérim, la direction du cabinet fédéral. Il n'est toutefois pas reconduit dans ses fonctions, reprises par le ministre fédéral de l'Intérieur, Hans-Dietrich Genscher.

#### Président allemand

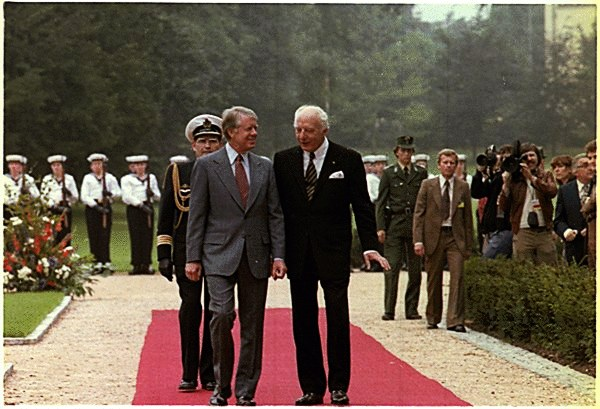
Le président Walter Scheel accueillant le président américain Jimmy Carter à la Villa Hammerschmidt (1978).

Le 15 mai 1974, Walter Scheel est élu président fédéral d'Allemagne par l'Assemblée fédérale avec 530 voix du SPD et du FDP, contre Richard von Weizsäcker, soutenu par la CDU/CSU et qui recueille 498 suffrages. Il prête serment le 1er juillet 1974 et accomplit, en 1975, ses trois premières visites d'État en France, aux États-Unis et en Union soviétique. Il refuse l'année suivante de promulguer une loi fédérale abolissant l'examen des objecteurs de conscience du service militaire car il estime nécessaire que le Conseil fédéral se prononce également. En 1977, il est lauréat du Prix International Charlemagne. 
Il se trouve au centre en 1978, lorsque le magazine Der Spiegel révèle qu'il a fait partie du Parti Nazi (NSDAP) à partir de 1942, bien qu'il n'ait pas formellement demandé son adhésion. Il a déclaré peu de temps après ne se souvenir de rien à ce sujet, mais il semble qu'il y ait été inscrit en sa qualité de militaire.

#### Fin de carrière
À l'approche de l'élection présidentielle de 1979, il constate qu'il ne dispose pas de la majorité suffisante pour être réélu et décide de ne pas se présenter pour un second mandat. Il quitte ses fonctions le 30 juin, au profit du chrétien-démocrate Karl Carstens, et fait valoir ses droits à la retraite. Il est ensuite désigné président d'honneur du FDP, dont il avait démissionné de la direction en 1974.

### Famille
Il épouse Eva Charlotte Kronenberg en 1942, avec qui il aura son premier fils, Ulrich. Elle décède en 1966 et lui se remarie, trois ans plus tard, avec Mildred Wirtz (Première dame d'Allemagne). Il devient de ce fait le beau-père de Cornelia Wirtz, née trois ans plus tôt. Ensemble, le couple aura une fille, Andrea-Gwendoline, en 1970, et un fils, Simon Martin, adopté en Bolivie un an plus tard.
En 1988, trois ans après le décès de Mildred, il épouse en troisièmes noces Barbara Wiese. Ils se sont installés en 2009 à Bad Krozingen, après avoir vécu à Berlin entre 2001 et 2008.
Il est enterré au cimetière boisé de Berlin-Zehlendorf.